# Matt Redman
Matt Redman (Watford, 14 febbraio 1974) è un cantante e musicista britannico.
È un esponente della musica cristiana contemporanea.

## Biografia
Redman è nato e cresciuto a Watford, in Inghilterra. La famiglia si era trasferita in una piccola città di pendolari chiamata Chorleywood quando lui aveva circa due anni.
Suo padre morì quando lui aveva appena sette anni e lui e suo fratello furono allevati prevalentemente dalla madre. Quest'ultima si risposò in seguito in una relazione violenta che ebbe un grande impatto sulla famiglia.
Si convertì al Cristianesimo all'età di 10 anni, dopo aver assistito a un servizio missionario di Luis Palau allo stadio di football QPR di Londra. Incoraggiato a guidare il culto nella sua adolescenza da Mike Pilavachi, un leader giovanile della chiesa anglicana, frequentò la chiesa anglicana di St Andrew's Chorleywood, nell'Hertfordshire. Fu lì che imparò a suonare la chitarra e all'età di 20 anni iniziò a condurre servizi di culto e pubblicò il suo primo album. Nel 1993 Redman e il suo pastore Mike Pilavachi contribuirono a fondare Soul Survivor, un movimento cristiano globale e un festival musicale annuale rivolto ai giovani.
Dal 1994 al 2002 Redman condusse i servizi di culto per la Soul Survivor Church a Watford, in Inghilterra.
Nel 2002 Redman si trasferì a Brighton, dopo un anno sabbatico speso in America per registrare Where Angels Fear to Tread.  Nel 2004 lui e sua moglie si unirono a una nuova chiesa, The Point, nel West Sussex, guidata dal pastore Will Kemp.
Nel 2008, Redman, insieme a sua moglie Beth e ai loro tre figli, si stabilì ad Atlanta, in Georgia, per collaborare alla fondazione della Passion City Church, insieme a Louie Giglio e Chris Tomlin. Nell'agosto 2010 fece ritorno nel Regno Unito con la propria famiglia.
Sposato con la  cantautrice e autrice Beth Redman, ed è padre di cinque figli.

## Discografia
Album studio
- Wake Up My Soul (1993)
- Passion for Your Name (1995)
- The Friendship and the Fear (1997)
- Intimacy/The Heart of Worship (1998/1999)
- The Father's Song (2000)
- Where Angels Fear to Tread (2002)
- Facedown (2004)
- Beautiful News (2006)
- We Shall Not Be Shaken (2009)
- 10,000 Reasons (2011)
- Your Grace Finds Me (2013)

Raccolte
- Blessed Be Your Name: The Songs of Matt Redman Vol. 1 (2005)
- Ultimate Collection (2010)